# Celerena hirtipes
Celerena hirtipes är en fjärilsart som beskrevs av W. Warren 1903. Celerena hirtipes ingår i släktet Celerena och familjen mätare. Inga underarter finns listade i Catalogue of Life.